# Стив Блумър
Стив Блумър (на английски език - Steve Bloomer) е английски футболист и мениджър, играл за клубовете Дарби Каунти, ФК Мидълзбро, до 20-те години на ХХ век.
Продължава своята състезателна кариера до завидните 41 години, преди да се откаже и да стане мениджър.
Блумър е най-известният английски футболист, от годините преди Първата световна война. той поставя няколко рекорда: има 352 гола в лигата (рекорд изравнен през 30-те години), вкарал е 28 гола за националният отбор на Англия в само 23 мача (надминат през 50-те години).
Въпреки че е среден на ръст и със слабо телосложение, Блумър притежавал голов нюх, бързина и интелигентност на терена.
След като прекратява кариерата си, е треньор на Дарби Каунти, но по-късно приема всякаква работа, свързана с любимия отбор.